# مجله شرکت‌ها و ورشکستگی
مجله شرکت‌ها و ورشکستگی یک ژورنال دانشگاهی دوماهه انگلیسی زبان با تفسیر و تحلیل در مورد قانون ورشکستگی داخلی و بین‌المللی و قانون بازسازی است.
هیئت تحریریه متشکل از وکلای متبحر و آکادمیک است و توسط یک هیئت حقوقی مشارکت کننده، شرکتهای حسابداری و سازمانهایی که محتوا را ارائه می‌دهند پشتیبانی می‌شود.

## امکانات
مجله شامل ویژگی‌ها و مقالات در مورد موضوعات فنی و عملی است؛ و یک بخش ویژگی‌های بین‌المللی نویسنده در «در عمل» تیم عبارتند از وکلاء در فرشفیلدز بروکهاس درینجر، در نورتون رز فولبرایت، دیکینسون دیز، و ویژگی‌های توسط کی‌پی‌ام‌جی.
بخش ویژگی‌های بین‌المللی از Slaughter و May , Denton Wilde Sapte , Lovells و Begbies Traynor همکاری دارد.
بخش‌های منظم همچنین شامل موارد زیر است:
- بخش مدیریت چرخش با ویژگی‌های مؤسسه Turnaround (IFT) و R3؛
- بخش به روز رسانی قانونی؛
- بخش مرکز توجه بازار با خلاصه ای از تحولات در بخش بازسازی و ورشکستگی.
- بخش تمرکز بخش با دیدگاه‌ها و نظرات در مورد ورشکستگی و بازسازی موضوعات از بخش‌های دیگر؛ و
- پوشش موردی تهیه شده توسط CMS کامرون مک کنا در پرونده گزارشگر و خلاصه موارد اخیر توسط ۱۱ ساختمان سنگی.

## تاریخچه
این ژورنال در اصل تحت عنوان قانون و عمل در مورد ورشکستگی (ILP) توسط فرانک کاس و شرکت در ژانویه / فوریه ۱۹۸۵ چاپ شد. در سال ۱۹۹۱، این مجله به توللی (ناشر) فروخته شد و از طریق یک سری ادغام‌ها در سال ۲۰۰۳ به بخشی از لکسیس‌نکسیس تبدیل شد. لکسیس‌نکسیس متعلق به رید الزویر است.
کارولین سویین در ماه مه ۲۰۰۷ به عنوان سردبیر منصوب شد. این ژورنال در ژانویه سال ۲۰۰۸ با عنوان نجات شرکت‌ها و ورشکستگی مجدداً راه اندازی شد.